# طبله

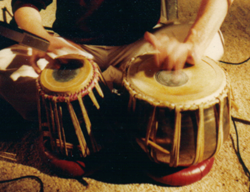
طبلا

طبله نوعی ساز موسیقی از خانواده سازهای کوبه‌ای است که در موسیقی افغانستان، هندوستان نواخته می‌شود.
طبله از دو طبل دستی تشکیل شده که در اندازه و آوا متفاوت‌اند. طبل کوچکتر را «دایان» نامیده و با دست مسلط تر (معمولاً راست) می‌نوازند. طبل بزرگتر «بایان» نام دارد و با دست دیگر نواخته می‌شود. این طبل صدای بم تری تولید می‌کند. دایره تیره رنگ میان هر طبل «سیاهی» نام دارد و معمولاً از خمیری تیره رنگ ساخته می‌شود.